# Fjord Sunset
Le fjord Sunset (littéralement « fjord du coucher de soleil ») est une baie située à 1,6 km au sud ouest de la baie des Îles, en Géorgie du Sud.
Ce fjord a été cartographié par le naturaliste Robert Cushman Murphy en 1812-1813 lors de son voyage à bord du brick Daisy. Robert Cushman Murphy a nommé cette baie ainsi car lorsque le bateau y est mouillé, le soleil paraît se coucher dans le prolongement du fjord.

## Sources
- (en) Cet article est partiellement ou en totalité issu de l’article de Wikipédia en anglais intitulé « Sunset Fjord » (voir la liste des auteurs).